# Vatteville
 Vatteville  es una población y comuna francesa, en la región de Alta Normandía, departamento de Eure, en el distrito de Les Andelys y cantón de Les Andelys.

## Demografía
| 145 | 140 | 110 | 144 | 166 | 160 |
| Para los censos de 1962 a 1999 la población legal corresponde a la población sin duplicidades (Fuente: INSEE [Consultar]) |     |     |     |     |     |